# Воспитание
Воспита́ние — процесс обучения, защиты и заботы о детях с целью их здорового развития во взрослой жизни.
Чаще всего воспитанием занимаются биологические родители ребёнка, также это может быть дедушка или бабушка, старший брат или сестра, опекун, профессиональные воспитатели государственных учреждений, а также тётя, дядя или другие родные люди, и друзья семьи.

## Возникновение концепций воспитания в европейском обществе
Сын мой, когда на рать с князем едешь, то езди с храбрыми впереди — и роду своему честь добудешь, и себе доброе имя. Что может лучше быть, если перед князем умереть доведётся! Слуг же путных, чадо, почитай и люби.
Сын мой, если хочешь прославиться перед Богом и людьми, то будь ко всем одинаков и добр ко всякому человеку, и за глаза и в глаза. Если же над кем-нибудь смеются, ты хвали его и люби, тогда и от Бога получишь вознаграждение, и от людей похвалу, и от защищённого тобой — почитание.Из «Наставления отца к сыну», XV век
В средние века как только ребёнок мог обходиться без матери, няньки или кормилицы, он переходил в мир взрослых.
Понимание детства и необходимости воспитания в европейском обществе появляется в XVII—XVIII веках в произведениях философа Джона Локка и писателя Жан-Жака Руссо.
Концепции воспитания отличаются по своей изначальной идее.

Согласно Джону Локку, сознание ребёнка — как чистый лист бумаги, на котором в процессе взросления можно «записать» любую будущую личность. В начале прошлого века бихевиорист Джон Уотсон писал:

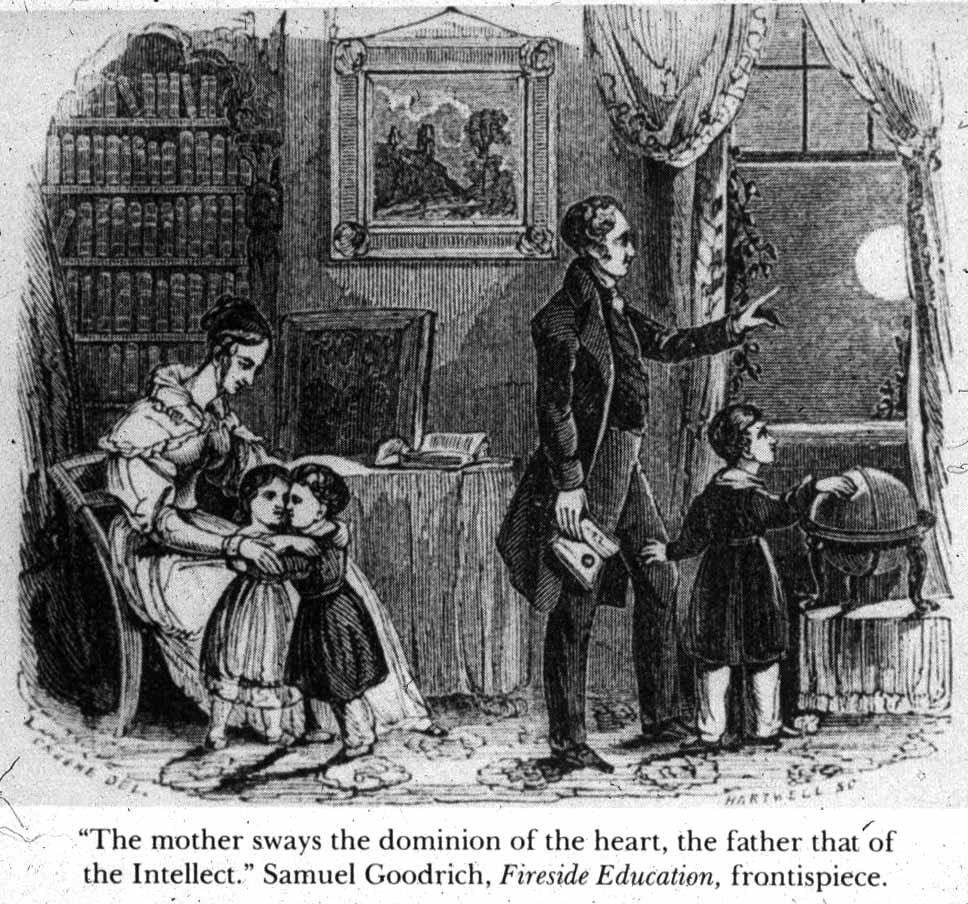
«Мать отвечает за сердце, отец — за интеллект»

«Дайте мне дюжину нормальных, здоровых младенцев и возможность по своему усмотрению выстроить мир, в котором они будут воспитываться, и я гарантирую вам, что, взяв любого, случайно выбранного ребёнка, я выращу из него такого специалиста, какого вы назовёте: доктора, юриста, художника, торговца, руководителя и, если хотите, даже нищего или вора, независимо от его талантов, склонностей, предпочтений, способностей, призвания или расовой принадлежности его родителей.»
Впоследствии этот подход к воспитанию развивался психологом-бихевиористом Бэррисом Фредериком Скиннером, который сводил воспитание к подкреплению (поощрению) желаемого поведения. Методики бихевиоризма весьма эффективны и применяются сейчас при модификации поведения в детских исправительных учреждениях, однако по современным представлениям сводить воспитание к подкреплениям и наказаниям ошибочно.
В частности, Альберт Бандура показал, насколько значимо для ребёнка наблюдение и подражание поведению других, как детей, так и взрослых.
Противоположные идеи принадлежат французском писателю и философу Жан-Жаку Руссо, который полагал, что ребёнок развивается согласно своей врождённой природе, и задача воспитателя — создавать условия для проявления и расцвета этих природных склонностей.

## Виды воспитания человека

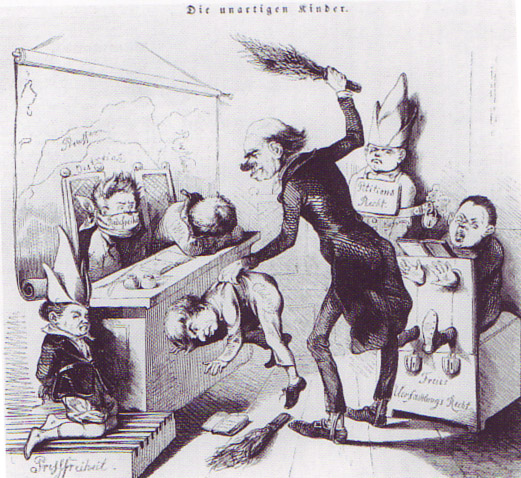
Классическое воспитание в немецкой школе (политическая карикатура).

Выделяются следующие виды воспитания человека:
- По содержанию воспитания:
  - умственное
  - трудовое
  - физическое
  - нравственное
  - духовно-нравственное
  - эстетическое
  - правовое
  - патриотическое
  - половое и полоролевое
  - экономическое
  - экологическое
  - и так далее.
- По институциональному признаку:
  - семейное
  - религиозное
  - социальное (в узком смысле)
  - дизсоциальное (асоциальное)
  - коррекционное
- По доминирующим принципам и стилю отношений (это разделение не является ни общепринятым, ни чётким):
  - авторитарное
  - свободное
  - демократическое
- В силу значительной широты охвата понятия в целом, в российской педагогике выделяется такое понятие, как
  - социальное воспитание — целенаправленное создание условий (материальных, духовных, организационных) для развития человека.

Категория воспитания — одна из основных в педагогике. Исторически сложились различные подходы к рассмотрению этой категории. Характеризуя объём понятия, многие исследователи выделяют воспитание в широком, социальном смысле, включая в него воздействие на личность общества в целом (то есть отождествляя воспитание с социализацией), и воспитание в узком смысле — как целенаправленную деятельность, призванную формировать у детей систему качеств личности, взглядов и наблюдений.

## Воспитание в системе образования в России
Закон «Об образовании в Российской Федерации» определяет воспитание как «деятельность, направленную на развитие личности, создание условий для самоопределения и социализации обучающихся на основе социокультурных, духовно-нравственных ценностей и принятых в российском обществе правил и норм поведения в интересах человека, семьи, общества и государства, формирование у обучающихся чувства патриотизма, гражданственности, уважения к памяти защитников Отечества и подвигам Героев Отечества, закону и правопорядку, человеку труда и старшему поколению, взаимного уважения, бережного отношения к культурному наследию и традициям многонационального народа Российской Федерации, природе и окружающей среде».